# Zarrifa

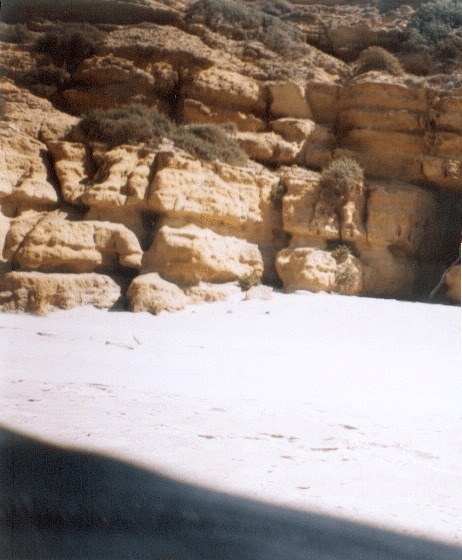
Image d'une des grottes situées sur la plage de Zarrifa

Zarrifa est un village (en arabe : douar) appartenant à la commune de Hadjadj, sous-préfecture (Daira) de Sidi Lakhdar, dans la préfecture (Wilaya) de Mostaganem.